# Sussex Championships 1980
Die Sussex Championships 1980 als offene internationale Meisterschaften im Badminton von Sussex fanden vom 4. bis zum 6. Januar 1980 in Littlehampton statt.

## Sieger und Platzierte
| Disziplin    | Gold                        | Silber                     | Bronze                   |
| ------------ | --------------------------- | -------------------------- | ------------------------ |
| Herreneinzel | Steve Baddeley              | Gerry Asquith              | H. Dyus                  |
| Herreneinzel | Steve Baddeley              | Gerry Asquith              | David Hunt               |
| Dameneinzel  | Julie McDonald              | Alison Bryson              | Toni Bass                |
| Dameneinzel  | Julie McDonald              | Alison Bryson              | M. Pierce                |
| Herrendoppel | Martin Dew Simon Wootton    | Nigel Tier N. Good         | H. Bryan M. Nevzat       |
| Herrendoppel | Martin Dew Simon Wootton    | Nigel Tier N. Good         | Chris Bacon Alan Philpot |
| Damendoppel  | Suzanne Martin Andi Stretch | Julie McDonald Rowena Gore | Toni Bass J. Reeve       |
| Damendoppel  | Suzanne Martin Andi Stretch | Julie McDonald Rowena Gore | Y. Kok Carol Cook        |
| Mixed        | Nigel Tier Karen Chapman    | Peter Emptage Andi Stretch | N. Rivett A. Brockwell   |
| Mixed        | Nigel Tier Karen Chapman    | Peter Emptage Andi Stretch | Roy Lord Carol Cook      |